# Dan Nigro
Daniel Leonard Nigro (Long Island, Nueva York, Estados Unidos; 14 de mayo de 1982), más conocido como Dan Nigro, es un músico, compositor, instrumentista y productor discográfico estadounidense. Es el ex cantante y guitarrista de la banda de rock independiente As Tall As Lions. Junto a los colaboradores Ariel Rechtshaid y Justin Raisen de Heavy Duty Music, Nigro ha escrito y producido recientemente para Conan Gray, Carly Rae Jepsen, Sky Ferreira, Empress Of, Lewis Capaldi, Olivia Rodrigo, Chappell Roan, entre otros más. Ganó un premio Grammy al Mejor Álbum Vocal Pop por producir Sour en el 2021. Fue nombrado Compositor del Año en los ASCAP Pop Music Awards 2024.

## Discografía

### With As Tall As Lions
| Título                     | Fecha de lanzamiento | Discografía          | Billboard 200 |
| -------------------------- | -------------------- | -------------------- | ------------- |
| Lafcadio                   | 8 de mayo de 2004    | Triple Crown Records | –             |
| As Tall As Lions           | 8 de agosto de 2006  | Triple Crown Records | –             |
| You Can't Take It with You | 18 de agosto de 2009 | Triple Crown Records | #88           |

### Como escritor/productor
| Año de lanzamiento | Artista                          | Álbum                             | Discografía                            | Créditos |
| ------------------ | -------------------------------- | --------------------------------- | -------------------------------------- | --- |
| 2024               | Olivia Rodrigo                   | GUTS (spilled)                    | Geffen Records                         | coescritor, productor "obsessed", "scared of my guitar", "So American" productor "girl i’ve always been", "stranger" |
| 2023               | Olivia Rodrigo                   | Guts                              | Geffen Records                         | coescritor, productor "vampire", "bad idea right?", "get him back!", "all-american btch", "lacy", "ballad of a homeschooled girl", "making the bed", "logical", "love is embarrassing", "the grudge", "pretty isn’t pretty", "teenage dream" |
| 2021               | Olivia Rodrigo                   | Sour                              | Geffen Records                         | coescritor, productor “Drivers License", "Deja Vu, "Traitor”, “Good 4 U", "Brutal”, "Jealousy, Jealousy”, "Hope Ur Ok”, "favorite crime" productor "1 step forward, 3 steps back", "enough for you", "happier"                               |
| 2020               | Lyn Lapid                        | Sencillo                          | Republic Records                       | coescritor, productor "Producer Man" |
| 2020               | Conan Gray                       | Kid Krow                          | Republic Records                       | coescritor, productor "Maniac", "Wish You Were Sober", "Affluenza", "Comfort Crowd", producer "The Story", "Checkmate", "Heather", "The Cut That Always Bleeds", "Can We Be Friends?", "Fight or Flight"                                     |
| 2019               | JR JR                            | Inovcations/Conversations         |                                        | coescritor "Low" |
| 2019               | Caroline Polachek                | Pang                              | Columbia Records                       | coescritor, productor "So Hot You're Hurting My Feelings", "Door", "Look at Me Now", "I Give Up" |
| 2019               | Freya Ridings                    | Freya Ridings                     | Capitol Records                        | coescritor, productor "Castles" |
| 2019               | Hey Violet                       | Sencillo                          | Capitol Records                        | coescritor, productor "Better by Myself" |
| 2019               | Conan Gray                       | Sencillo                          | Republic Records                       | coescritor, productor "The King" |
| 2018               | Lo Moon                          | Sencillo                          | Columbia                               | coescritor, productor "For Me, It's You" |
| 2018               | Conan Gray                       | Sunset Season                     | Republic                               | productor "Generation Why", "Crush Culture", "Lookalike", 'Greek God" |
| 2018               | Empress Of                       | US                                | Terrible                               | coescritor, productor "When I'm with Him" |
| 2018               | Lo Moon                          | Lo Moon                           | Columbia                               | escritor "Real Love", "Tried to Make You My Own", "My Money", "The Right Thing" |
| 2018               | Finneas O'Connell                | Sencillo                          | Self-released                          | coescritor, productor "Heaven" |
| 2018               | Rae Morris                       | Someone Out There                 | Atlantic                               | coescritor "Physical Form" |
| 2017               | Lewis Capaldi                    | Bloom                             | Capitol                                | coescritor, productor "Mercy" |
| 2017               | Lo Moon                          | Lo Moon                           | Columbia                               | coescritor "This Is It", "Thorns" |
| 2016               | Crystal Fighters                 | Everything Is My Family           | Play it again Sam                      | coescritor "Yellow sun" |
| 2016               | Andrew McMahon in the Wilderness | Zombies on Broadway               | Vanguard Records                       | coescritor "Walking in My Sleep" |
| 2016               | Zella Day                        | Man on the Moon                   | B3Sci., Hollywood Records              | coescritor, productor "Man on the Moon", "Hunnie Pie" |
| 2016               | A-Trak                           | Sencillo                          | Fool's Gold                            | coescritor "Parallel Lines" (featuring Phantogram) |
| 2015               | JR JR                            | JR JR                             | Warner Bros.                           | coescritor, productor "Gone" |
| 2015               | Carly Rae Jepsen                 | E•MO•TION                         | School Boy Records, Interscope Records | coescritor, productor "When I Needed You" |
| 2015               | Little Boots                     | Working Girl                      | On Repeat, Dim Mak                     | coescritor, productor "Help Too" |
| 2015               | Twin Shadow                      | Eclipse                           | Warner Bros.                           | coescritor, productor "When the Lights Turn Out" |
| 2014               | Dillon Francis                   | Money Sucks, Friends Rule         | Columbia                               | coescritor "Hurricane" |
| 2014               | Billy Idol                       | Kings & Queens of the Underground | BFI Records                            | coescritor "Can't Break Me Down" |
| 2014               | Kylie Minogue                    | Kiss Me Once                      | Parlophone                             | coescritor "If Only" |
| 2013               | Sky Ferreira                     | Night Time, My Time               | Capitol                                | coescritor "You're Not the One", "I Blame Myself", "I Will", "Love in Stereo"; keyboards, guitars |
| 2012               | Sky Ferreira                     | Ghost EP                          | Capitol                                | coescritor "Lost in My Bedroom” |
| 2011               | Kimbra                           | Vows                              | Warner Bros.                           | coescritor "Cameo Lover" |